# Carnaval encarnaceno
El Carnaval Encarnaceno (conocida también como «corsos encarnacenos») es la mayor fiesta de interés pública a nivel país realizada en la ciudad de Encarnación. Asimismo, es la mayor fiesta de carnaval del país, y una de las más destacadas de la región.
Los carnavales se realizan los fines de semana (generalmente sábados) entre los meses de enero y febrero, normalmente antes del comienzo de la Cuaresma y dependiendo de las condiciones climáticas. 
Desde el año 2014 los carnavales se realizan en el Centro Cívico Municipal (conocida también como el «Sambódromo»), ubicada entre la Avenida Costanera y la Avenida Gaspar Rodríguez de Francia, sobre la calle Gral. Aquino; con una capacidad para 12.000 personas aproximadamente.
Además de ser una fiesta, también es una competencia para los clubes y carrozas de barrios que participan en los corsos, que son calificados por jurados, dependiendo de la categoría en que compiten, como ser reina, embajadora, mejor comparsa, mejor carroza, musa, mejor banda de música, etc. En total son cinco comparsas (clubes), con 60 a 80 participantes aprox. y dos carrozas (clubes de barrios), cada uno con una alegoría diferente y tienen una hora para cruzar el sambódromo desde que inician.
El museo del Carnaval está ubicado en el mismo sambódromo, debajo del palco de autoridades, donde se puede apreciar la historia del Carnaval: sus inicios, avances, y ganadores de cada año.

## Historia

### Inicios
Según datos de la municipalidad encarnacena, el primer carnaval que se hizo en la ciudad fue en 1916 coincidiendo con la llegada del Ferrocarril Carlos Antonio López y de los migrantes europeos (con mayoría de italianos). Definitivamente el contingente de migrantes llegados a la ciudad tuvo una gran influencia en la venida del carnaval, por ser el carnaval una fiesta antigua nacida en Europa. Hay otras fuentes que refieren que los Carnavales empezaron en 1906, ya que la gente que fundó el Centro Social (fundado un año antes), realizó un desfile de carrozas y celebración de los días de carnaval, con ocasión del primer año de la fundación.
Este primer desfile se realizó frente al edificio de la Aduana. A estas fiestas de disfraces y desfile de carrozas llamaron corsos florales, similares a las estudiantinas que se realizaban en el exclusivo club El Porvenir Guaireño de Villarrica y que tenían reminiscencias europeas, incluso las telas para las vestimentas, las bebidas, los accesorios, perfumes, etc., se traían especialmente de Europa. Por costumbres de la época, se realizaban en horario de la tarde, ya que los jóvenes no podían andar por la calle en horas nocturnas.
Los carnavales de las primeras décadas eran más bien marchas (parecidos a estilo militar) en los que solo participaban los hombres y que se realizaban en la Av. Mariscal Francisco Solano López conocida como la «Calle de la Vía» de la ex-Zona Baja. Participaban varios vehículos adornados con vivos colores. Aunque el carnaval encarnaceno tuvo varios periodos de suspensión como en época de la deteriorada vida política de los años 20, el ciclón de Encarnación o la Guerra del Chaco.
En 1936 vuelve el carnaval aunque de forma más modesta adquiriendo fuerza entre 1940 y 1945. El atractivo principal eran las comparsas municipales que tenían nombres como «Los Improvisadores» o «Los alegres Muchachos». En la década de los 50 se animaron las chicas a participar en los corsos, marcándolo con elegantes y exóticos bailes. Los trajes aunque eran coloridos y hermosos, eran muy anticuados si se los compara con lo que en la actualidad se usan.

### Finales delsigloXXy actualidad
Hasta 1985, los carnavales se realizaban en la ex-Zona baja de la ciudad -generalmente sobre las calles Juan L. Mallorquín o Mcal. Estigarribia-. Entre 1986 y 1993 se realizaron sobre la calle Carlos A. López -cerca de la Plaza de Armas- ya en la «zona alta» de Encarnación. 
En febrero de 1994, debido a una gestión de la Comisión de Carnaval -ensanchamiento de las calzadas para las graderías-, la Avenida José Gaspar Rodríguez de Francia se convierte en el nuevo sambódromo, utilizada hasta el año 2011. Un año después (en 1995) se crea oficialmente -por Decreto N.º 9110 P.E.- la Comisión del Carnaval, que mantiene a los corsos encarnacenos como el mayor carnaval del país hasta la actualidad, poniendo justamente de sobrenombre a la ciudad «Capital del Carnaval Paraguayo».
En 2012 se mudaron temporalmente hacia un tramo de la Av. Costanera República del Paraguay, y actualmente desde el 31 de enero de 2014 se realizan en el actual Centro Cívico Municipal o Sambódromo, ubicado a pocos metros de la Av. Costanera misma, sobre la calle Gral. Aquino.
En relación con la duración y fechas de realización de los carnavales, generalmente fueron muy variables. Por ejemplo, hacia finales del siglo XX y principios del siglo XXI, se realizaban un fin de semana completo (jueves hasta domingo). Luego fueron variando de cuatro a seis noches al año (alternando entre 1 a 3 viernes, sábados y/o domingos de enero, febrero y hasta marzo en ocasiones). Luego pasaron a ser ocho noches (divididas en cuatro viernes y sábados, entre enero y febrero). 
En 2017, los carnavales se realizaron sólo seis noches al año, esta vez divididas en cinco sábados y un viernes. Finalmente para la edición del 2019, decide descartarse los viernes y realizarse solamente los sábados (5 noches), por motivos de gastos que conlleva la realización de los carnavales, según el vocero de la Comisión del Carnaval.
En diciembre de 2020, se informó que los carnavales correspondientes al año 2021 fueron suspendidos debido a la pandemia de COVID-19. En 2022 se realizó una edición especial del carnaval, y en 2023 se reanudó el evento bajo una nueva organización, actualmente la fiesta es distribuida durante 4 noches entre enero/febrero.

## Ganadores

### Comparsas
- 2012: Club Atlético San Juan
- 2013: Club Pettirossi
- 2014: Club Atlético San Juan
- 2015: Club Universal
- 2016: Club Pettirossi
- 2017: Club Pettirossi
- 2018: Club Pettirossi
- 2019: Club Pettirossi
- 2020: Club Pettirossi
- 2021: -
- 2022: -
- 2023: Club Pettirossi
- 2024: Club Pettirossi

## Categorías

### Individual
- Pasistas de grupo -mujer y varón- (primer año de competencia como figura)[5]
- Pasistas solistas -mujer y varón-
- Porta-estandarte de la banda de música (varón)
- Bastonera de la banda de música
- Porta-estandarte de la comparsa (varón)
- Bastonera de comparsa
- Reina: se eligen a la Reina del Carnaval y de los Corsos
- Emperatriz: solamente compiten las que fueron reinas
- Musa: solamente compiten las que fueron emperatrices
- Diva: solamente compiten las que fueron musas
- Soberana: solamente compiten las que fueron reinas

### Grupal
- Comisión de Frente
- Comisión de Cierre

### General
- Mejor Comparsa
- Mejor Carroza
- Mejor Banda de Música
- Mejor Batucada
- Mejor Destaque

## Participantes

### Comparsas
- Club Atlético San Juan
- Club Pettirossi
- Club Nacional
- Club Universal
- Club 22 de Septiembre

### Carrozas
- Club Radioparque
- Club Sacachispas